# ヌンティダー・ソーポン
ヌンティダー・ソーポン（Nungthida Sopon,หนึ่งธิดา โสภณ 、1992年5月8日 - ）は、タイの女優、歌手。子役としてテレビドラマで活動後、2010年に『アンニョン! 君の名は』で映画デビュー。同作でスパンナホン賞の主演女優賞を受賞、2010年のタイ映画興行収入でも1位を記録した。

## 出演

### 映画
- アンニョン! 君の名は（2010年）
- セブン・サムシング（2012年）
- ラック・チャップ・チャイ ザ・ムービー（2012年）
- ギフト（2016年）

### テレビドラマ
- ポープ・ピー・ファー（1997年）
- ドゥット・ペート・テー（1998年）
- ダン・サーイ・ナム・ライ（2000年）
- ケーオ・ター・ワーン・チャイ（2003年）
- ドゥーン・パン・ワン・ウィワー（2006年）
- テワダー・サトゥ（2009年）
- ノーン・マイ・ラーイ・ボリスット（2010年）
- ロマー　クラー・ター・ファン（2011年）
- クーカム（2013年）
- オー・マイ・ゴースト（2018年）